# Laugh Factory
De Laugh Factory is een keten van comedyclubs met vestigingen door heel Amerika.
De keten is eigendom van Laugh Factory, Inc en oprichter en bestuursvoorzitter Jamie Masada.

## Het Michael Richards voorval
Het bekendste incident dat zich hier afspeelde is de racistische uitbarsting op 17 november 2006 van Michael Richards. Naar aanleiding hiervan besloot de Laugh Factory het gebruik van het woord nigger ('nikker') strafbaar te stellen. De eerste komiek die de ban overtrad, was Damon Wayans (zelf een Afro-Amerikaan) door het woord zestien keer te bezigen gedurende een twintig minuten durende monoloog. Hij kreeg een boete van $320 ($20 voor elke overtreding) en een 'optreedverbod' van, in eerste instantie, drie maanden.
Uiteindelijk kwam hij weg met een verbod van één maand

De Laugh Factory is ook bekend vanwege fondsenwervingen voor liefdadigheid. Zo zijn er benefieten geweest voor het Rode Kruis, de USO, Wounded Warriors, Comics without Borders, het Middle Eastern Comedy Fest en Stand up for Pakistan.

## Non-stop Moppen Tappen
De Laugh Factory houdt bij welke komiek het langst non-stop moppen kan tappen. De recordhouders staan hieronder vermeldt:
| Datum           | Duur (h:m) | Komiek         |
| --------------- | ---------- | -------------- |
| 2 januari 2008  | 7:34       | Dane Cook      |
| 3 december 2007 | 6:12       | Dave Chappelle |
| 15 april 2007   | 6:07       | Dave Chappelle |
| 10 april 2007   | 3:50       | Dane Cook      |
| 1980            | 2:41       | Richard Pryor  |

## Guinness World Record
Op 8 december 2010, om 16:38u. brak de Laugh Factory het Guinness World Record voor het langste non-stop moppentappen (meerdere komieken). Daarvoor was Comic Strip Live (een club uit New York) de recordhouder, met vijftig uur. De recordpoging duurde van woensdag 8 december tot en met 22:38 uur op donderdag 9 december en het nieuwe record werd op 80 uur gezet. Dom Irrera brak het originele record en Deon Cole stond op het podium toen het nieuwe record vastgesteld werd. Het evenement, genaamd Toy to the World, was verbonden aan een speelgoedinzamelingsactie, bestemd voor het Children's Hospital Los Angeles. Meer dan 130 komieken traden op en het evenement werd live gestreamd over het internet. De Laugh Factory hield het record in handen tot 15 april 2015, toen het gebroken werd door grapjassen van de East Room in Nashville.

## Vooraanstaande komieken die in de Laugh Factory hebben opgetreden
Adam DeVine,
Adam Sandler,
Aubrey Plaza,
Aziz Ansari,
Bill Burr,
Bill Farmer,
BJ Novak,
Bob Saget,
Bobby Lee,
Brad Garrett,
Brody Stevens,
Bryan Callen,
Carlos Mencia,
Chelsea Handler,
Chelsea Peretti,
Chris D'Elia,
Chris Rock,
Chris Tucker,
Colin Kane,
Craig Robinson,
Damon Wayans,
Dana Carvey,
Dane Cook,
Daniel Tosh,
Dave Attell,
Dave Chappelle,
David Alan Grier,
David Letterman,
David Spade,
Deon Cole,
Dom Irrera,
Dov Davidoff,
Eddie Murphy,
Eric Andre,
Ellen DeGeneres,
Garfunkel and Oates,
George Carlin,
Gerry Bednob,
Godfrey
Harland Williams,
Iliza Shlesinger,
Jamie Foxx,
Jamie Kennedy,
Jason Mewes,
Jay Leno,
Jenn Colella,
Jerry Seinfeld,
Jim Breuer,
Jim Carrey,
Jim Jefferies,
Jimmy Fallon,
Joe Rogan,
John Mulaney,
Jon Lovitz,
Judah Friedlander,
Kathy Griffin,
Ken Jeong,
Kevin Hart,
Kevin Nealon,
Kevin Smith,
Kumail Nanjiani,
Louie Anderson,
Louis C.K.,
Martin Lawrence,
Mary Lynn Rajskub,
Michael Richards,
Marc Maron,
Max Amini,
Maz Jobrani,
Natasha Leggero,
Neal Brennan,
Nick Cannon,
Nick Swardson,
Nick Thune,
Orlando Jones,
Paul Mooney,
Paul Rodriguez,
Phyllis Diller,
Rainn Wilson,
Ralph Garman,
Ralphie May,
Ray Romano,
Richard Pryor,
Rob Schneider,
Robin Williams,
Rodney Dangerfield,
Roseanne Barr,
Russell Peters,
Sam Kinison,
Steve Hofstetter,
Steve-O,
Steve Martin,
T.J. Miller,
Tim Allen,
Tom Arnold,
Tommy Chong,
Tommy Davidson,
Tony Rock,
Vic Dibitetto en
Whitney Cummings.

## Muzikale gasten die in de Laugh Factory hebben opgetreden
Diane Neal,
John Mayer,
Justin Bieber,
Melissa Joan Hart,
Mike O'Malley en
Reza Farahan.

## Overige Laugh Factories
- De Laugh Factory in Long Beach (151 S Pine Ave in Long Beach (Californië)) maakt deel uit van de keten van Laugh Factory-comedyclubs van Masada.[14] Deze Laugh Factory opende haar deuren op 20 september 2008, heeft 670 zitplaatsen en herbergt het officiële Laugh Factory Stand-Up Comedy Hall Of Fame and Museum.[15]
- De Laugh Factory in Chicago (3175 N Broadway St, Chicago (Illinois)) heeft 375 zitplaatsen en opende zijn deuren in januari 2012. 's Woensdags zijn de Open Mic Nights[16]
- De Laugh Factory in het Tropicana Hotel in Las Vegas (3801 S Las Vegas Blvd, Las Vegas (Nevada)) heeft 270 zitplaatsen en opende in 2012. De Laugh Factory bevindt zich op een tussenverdieping in de 'Paradise Tower'.[17]
- De Laugh Factory in het Silver Legacy Casino in Reno (407 N Virginia St, Reno (Nevada)) opende op 24 juli in 2015 en heeft 220 zitplaatsen.[18]
- De Laugh Factory in de San Manuel Indian Bingo & Casino (777 San Manuel Blvd, Highland (Californië)) is alleen 's woensdags open. Het opende in 2010 en heeft 150 zitplaatsen. De toegang is gratis en er is geen drinkminimum. De provisorische club bevindt zich in de Tukut Lounge, op de eerste verdieping.[19]
- De Laugh Factory in Scottsdale (7000 E Shea Blvd H-1990, Scottsdale (Arizona)) heeft 400 zitplaatsen. 's Woensdags is Open Mic Night en, net als in Hollywood, worden hier ook gratis Thanksgiving- en kerstmaaltijden geserveerd.[20]
- De Laugh Factory in Hotel del Coronado opende op 26 juni in 2014 en heeft 250 zitplaatsen.[21]